# Rezerwat przyrody Torfy
Torfy – torfowiskowy rezerwat przyrody położony na gruntach miejscowości Głowaczowa i Chotowa, w gminie Czarna (powiat dębicki, województwo podkarpackie). Leży na terenie leśnictwa Chotowa, w obrębie Żdżary (Nadleśnictwo Dębica).
Przedmiotem ochrony (według aktu powołującego) jest stanowisko rosiczki okrągłolistnej oraz innych gatunków roślin związanych z biotopem torfowiska i boru bagiennego, a także miejsca lęgowe i ostoje rzadkich gatunków ptactwa wodno-błotnego.
- numer według rejestru wojewódzkiego: 29
- powierzchnia: 11,97 ha[1] (akt powołujący podawał 11,66 ha)
- dokument powołujący: M.P. z 1987 r. nr 28, poz. 222
- rodzaj rezerwatu – torfowiskowy[1][2]

- typ rezerwatu – florystyczny

- podtyp rezerwatu – roślin zielnych i krzewinek

- typ ekosystemu – torfowiskowy (bagienny)

- podtyp ekosystemu – torfowisk wysokich